# Magyar Energetikai és Közmű-szabályozási Hivatal
A Magyar Energetikai és Közmű-szabályozási Hivatal (rövidítve: MEKH) egy önálló szabályozó szerv, ami a Magyar Energia Hivatal általános és egyetemes jogutódjaként jött létre, amikor az Országgyűlés a nemzeti energiaügyi szabályozó hatóság függetlenségének biztosítása érdekében 2013. március 14-én elfogadta a Magyar Energetikai és Közmű-szabályozási Hivatal önálló szabályozó szervként történő létrehozásáról szóló törvényjavaslatot. A hivatal a földgáz, villamos energia, távhő és a víziközmű-működtetési tevékenységekkel kapcsolatos hatósági felügyeletet, a hulladékgazdálkodási közszolgáltatással összefüggő díjszabályozás előkészítő feladatokat látja el. Részletes tevékenységi körét és hatósági jogköreit továbbra is az ágazati jogszabályok tartalmazzák.
Az Európai Unión belül az Európai Tanács kezdeményezése alapján folyamatosan alakul át a regulátorok jogállása: húsz tagállamban ezek az intézmények már önálló szabályozó hatóságként működnek. Az új szervezet az uniós ajánlásnak való megfelelés mellett lehetővé teszi az önálló, felelős piacszabályozást is, így a hivatal a jövőben hatékonyabban képviselheti a fogyasztók érdekeit.[forrás?]
A szervezeti átalakulás a közjót szolgáló erős piacszabályozó állami szerepvállalás megteremtését célozta. A hivatal működése az energiafelhasználás hatékonyságának javítását, a vezetékes energiaellátás biztonságát és a fogyasztók védelmét szolgálja. Az új jogállás eleget tesz a független szabályozó hatóságra vonatkozó európai uniós előírásoknak is.

## Jogállása
A Magyar Energetikai és Közmű-szabályozási Hivatal  az állam villamosenergia-, földgáz- és távhőellátással, víziközmű-szolgáltatással, valamint hulladékgazdálkodási közszolgáltatás díjszabályozásának előkészítésével kapcsolatos feladatait ellátó, önálló szabályozó szerv, amely csak jogszabálynak van alárendelve.
A hivatal székhelye Budapest.
A hivatal fejezetet irányító szervi jogállással bíró központi költségvetési szerv, amelynek költségvetése az Országgyűlés költségvetési fejezetén belül önálló címet képez. A hivatal költségvetésének kiadási és bevételi főösszegei kizárólag az Országgyűlés által csökkenthetők.
A hivatal számára feladatot csak törvény vagy törvény felhatalmazása alapján kiadott jogszabály írhat elő.
Felügyeleti jogkörben a hivatal döntését megváltoztatni, megsemmisíteni, valamint a hivatalt eljárás lefolytatására kötelezni nem lehet.
A hivatal a tárgykörben hatáskörrel rendelkező miniszter részére javaslatot tehet jogszabály megalkotására és módosítására, továbbá véleményezési joggal rendelkezik a 3. § (2) bekezdésében meghatározott jogszabályok hatálya alá tartozó személyt, szervezetet, valamint a feladat- és hatáskörét érintő döntések és jogszabályok előkészítése során.
A hivatal elnöke a hivatal tevékenységéről a tárgyévet követő év május 31. napjáig számol be az Országgyűlésnek, illetve külön felkérésre tájékoztatást ad az Országgyűlés feladatkörrel rendelkező bizottságának.
A hivatal elnökét pályázat alapján a miniszterelnök nevezi ki 7 évre, amely időszak egyszer meghosszabbítható, gazdálkodását az Állami Számvevőszék ellenőrzi.

## A MEH és a MEKH elnökei, főigazgatói
- Szabó Imre (1994–1997)
- Hatvani György (1997–1999)
- Kaderják Péter (2000–2003)
- Horváth J. Ferenc (2003–2009)
- Matos Zoltán (2009–2010)
- Horváth Péter János (2010–2013)
- Dorkota Lajos (2013–2020)
- Horváth Péter János (2020-2023)
- dr. Juhász Edit (2023 óta)